# مايلز بارنت
مايلز بارنت (بالإنجليزية: Miles Aylmer Fulton Barnett)‏ هو فيزيائي نيوزيلندي، ولد في 30 أبريل 1901 في دنيدن في نيوزيلندا، وتوفي في 27 مارس 1979.